# Франсуа Лоран
Франсуа Лоран (фр. François Laurent; 8 липня 1810 — 11 лютого 1887) — бельгійський історик та юрист.

## Життєпис
Франсуа Лоран народився в Люксембурзі. Деякий час він обіймав високу посаду в Міністерстві юстиції, перш ніж стати професором, у 1836 році, з цивільного права в університеті Гента. Його пропаганда ліберальних і антиклерикальних принципів як зі своєї посади, так і в пресі нажила йому найлютіших ворогів, але він зберігав свій пост аж до своєї смерті в 1887 році.
Він розглядав відносини церкви та держави у праці «L'Églisé et l'État» (Брюссель, 3 томи, 1858—1862; нове та перероблене видання, 1865), і ця ж тема зайняла значну частину вісімнадцяти томів його головної історичної праці «Etudes sur l'histoire de l'humanité» (Гент і Брюссель, 1855—1870), яка викликала значний інтерес за межами Бельгії.
Його слава як юриста ґрунтується на його авторитетному викладі Кодексу Наполеона в його працях «Принципи французького громадянського права» (Брюссель, 33 томи, 1869—1878) та «Міжнародне громадянське право» (Брюссель, 8 томів, 1880—1881).
У 1879 році міністр юстиції доручив йому підготувати звіт щодо запропонованого перегляду цивільного кодексу. Окрім антиклерикальних памфлетів, його менші твори містять багато обговорень соціальних питань, організації ощадних банків, притулків тощо. Лоран мав багато спільного з Гюставом Калльє, похорон якого в 1863 році став приводом для прояву нетерпимості з боку клерикала, і він заснував Товариство Калльє для заохочення ощадливості серед робітничого класу. Зусилля товариства були спрямовані на продовження благодійних проектів Калльє.
Повний список його творів опубліковано у праці Огюста де Конінка, Bibliographie nationale: dictionnaire des écrivains belges et catalogue de leurs publications 1830—1880 (Brussels, vol. ii., 1892).